# Misa Telefoni Retzlaff

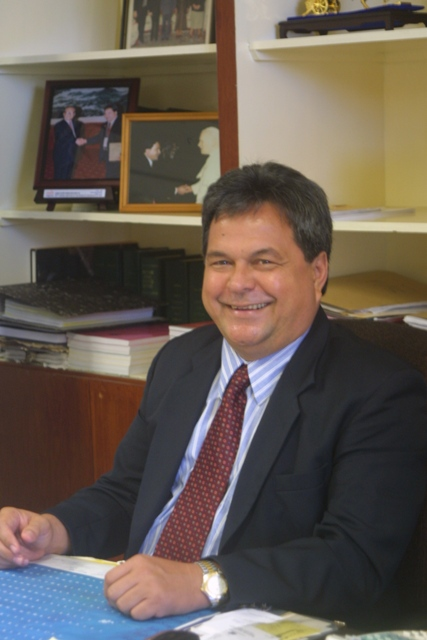
Misa Telefoni Retzlaff, 2002

Misa Telefoni Retzlaff, Kurzformen: Misa Telefoni, Telefoni Retzlaff; bürgerlicher Name: Hermann Theodor Retzlaff; als Schriftsteller: H.T. Retzlaff  (* 21. Mai 1952 in Apia, Samoa) ist ein samoanischer Politiker, Jurist, Manager und Schriftsteller deutscher, irischer, samoanischer und schwedischer Abstammung. Retzlaff bekleidete etliche öffentliche Ämter auf nationaler und internationaler Ebene, wie beispielsweise das Amt eines Vize-Generaldirektors der WHO, das des Vize-Premierministers (West-)Samoas und des Generalstaatsanwaltes des Inselstaates. Zuletzt war Retzlaff bis 2011 Vize-Premierminister und samoanischer Minister für Handel, Industrie und Arbeit. Wie zuvor angekündigt, verabschiedete er sich von der Politik zur Parlamentswahl 2011.

## Familie
Misa Telefoni Retzlaff ist der Sohn von Hermann Paul Retzlaff (Sohn einer deutsch-samoanisch/irischen Mischehe) und seiner Frau Piliopo Joyce Rosabel Retzlaff (geb. Nelson), eine Tochter des erfolgreichen samoanischen Geschäftsmannes Olaf Frederick Nelson (auch: Taisi Olaf), der aus einer schwedisch-samoanischen Mischehe stammt. Ein Enkel Olaf Frederick Nelsons ist ebenfalls Tupuola Taisi Tufuga Efi, der ehemaliger Premierminister (1976–1982) und ehemaliges Staatsoberhaupt Samoas (2007–2017) ist.
Misa Telefonis Großvater väterlicherseits Erich Retzlaff stammte aus Stettin und kam 1906 im Auftrag des Deutschen Reiches, dessen Kolonie West-Samoa („Deutsch-Samoa“) damals war, in das Land, um das samoanische Telefonnetz aufzubauen. Seither werden die Retzlaffs einer samoanischen Tradition folgend als die Telefoni-Familie bezeichnet. Misa ist ein samoanischer Matai-Titel, der Hermann Theodor Retzlaff 1984 verliehen wurde. Außer Misa erhielt er auch die Matai-Titel  Tugaga  und Lesamatauanu’u. Verheiratet ist er mit Sarah Pulepule Retzlaff (geb. Young).
Der Sohn des Ehepaares  (Lemalu) Hermann Paul Retzlaff war unter anderem von 2016 bis 2020 einer der Nachfolger seines Vaters im Amt des Generalstaatsanwaltes Samoas; die Tochter (Lemalu) Sina Retzlaff ist unter anderem Journalistin, Vertreterin Samoas im Pacific Leadership Program und machte sich einen Namen als Kämpferin gegen häusliche Gewalt.

## Leben
Retzlaff besuchte das King's College in Auckland in Neuseeland und anschließend die Universität Auckland, wo er (u. a.) Rechtswissenschaften studierte. Das Jura-Studium schloss er mit dem Bachelor of Laws ab. Anschließend war Retzlaff zunächst als Anwalt auf Samoa tätig, bevor er 1986 zum Generalstaatsanwalt seines Landes ernannt wurde (bis 1988). 1986 wurde Misa Telefoni auch zum Pro-Kanzler der National University of Samoa gewählt (bis 1998).
Seine politische Karriere begann Retzlaff 1988, als er seine Position als Generalstaatsanwalt niederlegte, um für einen Parlamentssitz im Fono zu kandidieren. In den ersten Jahren ein Oppositionspolitiker, wechselte er 1991 zur regierenden Human Rights Protection Party (HRPP) und wurde unter Tofilau Eti Alesana 1992 Minister für Landwirtschaft, Forsten, Fischerei, Meteorologie und Schifffahrt (bis 1996). In späteren Kabinetten bekleidete Retzlaff die Ämter des Gesundheitsministers (1996 bis 2001), des Finanzministers (2001 bis 2006) und des Ministers für Handel, Industrie, Arbeit und Tourismus (2006 bis 2011). Zwischen 2001 und 2011 war er auch Vize-Premierminister seines Staates und ebenfalls von 2001 bis 2011 war Retzlaff zudem stellvertretender Vorsitzender seiner Partei HRPP.
Auf internationaler Bühne nahm Hermann Theodor Retzlaff an diversen Konferenzen teil, wie beispielsweise an den FAO-Konferenzen zwischen 1992 und 1996, an den WHO-Konferenzen zwischen 1996 und 2001, an der Commonwealth-Rechts-Konferenz 1999. Internationale Ämter waren unter anderen das eines Vize-WHO-Generaldirektors 1999, das eines „President in Office“ der AKP-Staaten (2007/08).
Manager war Retzlaff unter anderem bei der Polynesian Airlines, bei der Telecom Samoa und bei H & H Retzlaff Legal Office.
2005 wurde Retzlaffs (als: H.T. Retzlaff) Roman Love and Money veröffentlicht.

## Werke
- Air law in the South Pacific, Dissertation, Thesis - University of Auckland, 1973[10]
- Love and Money, Roman, Niu Leaf Publications, 2005, ISBN 982-9071-16-2[11]
- To Thine Own Self be True / Tu'usa'olotoina e le faamaoni, Sammlung von Schriften, Reden und Gedichten, 2006
- Tautua - Memoirs of a Public Servant, Autobiographie 2021[12]